# Самоусиление спонтанного излучения

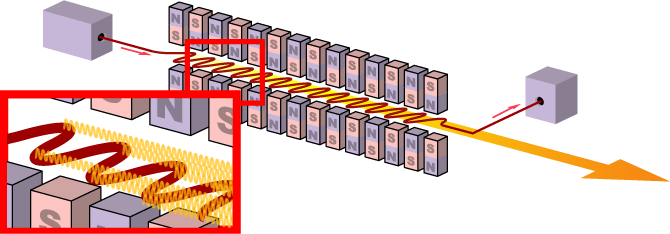

Самоусиление спонтанного излучения (SASE — Self-Amplified Spontaneous Emission) — процесс в лазере на свободных электронах, благодаря которому высокоэнергетический электронный пучок может генерировать лазерное излучение.
Принцип работы основан на группировании частиц электронного пучка в микросгустки при прохождении через ондулятор и взаимодействии в нём с излучением самого пучка. В результате группировки, частицы излучают когерентно, то есть появляется возможность генерации лазерного излучения без системы зеркал для накачки.
Впервые принцип продемонстрирован на установке LCLS в лаборатории SLAC, США, а также на установках SACLA (SPring-8, Япония) и FLASH (DESY, Германия).